# Rzymskokatolicki cmentarz parafialny w Rychłocicach
Rzymskokatolicki cmentarz parafialny w Rychłocicach – został założony w połowie XIX wieku i zajmuje powierzchnię 0,37 ha. Najstarszy zachowany nagrobek pochodzi z 1871 roku i kryje szczątki Artura Nekandy-Trepki i jego żony Lucyny z Łabędzkich. Na szczególną uwagę zasługuje kaplica grobowa członków tej samej rodziny z 1905 roku Na cmentarzu znajduje się obelisk z tablicą ku czci powstańców 1863. W dniu 3 września 1939 oddział 72 Pułku Piechoty stoczył zaciętą walkę w obronie przeprawy mostowej z niemiecką kolumną pancerną poległych żołnierzy pochowano na tutejszym cmentarzu.. 